# Nyctiprogne
Nyctiprogne é um género de noitibó da família Caprimulgidae.
Este género contém as seguintes espécies:
- Nyctiprogne leucopyga
- Nyctiprogne vielliardi